# 蘇震西
蘇震西博士，AO（英語：John Chun Sai So，1946年10月2日—），澳大利亞政治人物，維多利亞州首府墨爾本市第102任市長。
出生於香港，蘇震西是墨爾本史上第一位直选市长。墨爾本歷屆市長皆由市議員選出。2001年，蘇震西成为墨爾本首位從民選產生的市長，也是墨爾本首位亞裔市長。2004年，苏震西又以极大优势成功连任，成為該市至今任期第二長的市长。2006年，蘇震西曾榮獲由國際組織“城市市長”組織評選的2006年度世界最佳市長。2008年，苏震西结束第二届市长任期，并宣布不会参与2008年的墨尔本市长大选，争取第三次连任。
2012年，蘇震西被马来西亚委任为世界华人经济论坛第一任主席。2013年，在第九次全国归侨侨眷代表大会当中，也被聘为中国侨联海外顾问。於2014年女皇壽辰，蘇震西因對地區政府及社區關係作出傑出的貢獻，作為多元文化的大使及推廣墨爾本成為遊客及投資目的地，而獲頒澳洲官佐勳章。

## 生平
蘇震西出生於香港，曾就讀香港仔工業學校小學部及中學部（1959年小六、1962年機械部工業初級文憑甲等畢業、1964年中五），17歲移民至墨爾本。在University High School完成高中學業，随後考上墨爾本大學，並獲得教育及科學的學士學位。在墨爾本大學期間，他曾經發起反對“白澳政策”的運動，並協助成立大學留學生聯盟和中國學生會。畢業後，他在費茲羅中學（Fitzroy High School）任教物理科。1973年，涉足商界。经过十年奋斗，苏震西在墨尔本唐人街成功创立了龙舫海鲜酒楼。它以正宗粤菜奉客，装潢和服务都富有传统中国文化色彩，受到中外顾客的喜爱。全盛时期同时在澳大利亚和新西兰经营三十多间酒楼食肆，拥有五百多名员工，经营中餐、日本餐、韩国餐、泰国餐、马来餐等。至今，其事業包括飲食业、地產、农业、矿业等。
蘇震西曾历任约翰·戴维森·洛克菲勒创立的AsiaSociety董事会委员、維多利亞州民族事务办事处委员（Commissioner of Victoria Ethic Affairs Commission）、墨爾本水務署董事会委员（Director of Melbourne Water）、墨爾本政治协商会议高级委员（Executive Member of the Committee for Melbourne）、墨爾本市长慈善機構主席（President of Lord Mayor's Charitable Fund）、亞太赛马嘉年华会主席（Chairman of the Asia Pacific Racing Carnival）、維多利亞州華人福利中心主席（Chairman of the Victorian Chinese Welfare Centre）。1991年，首次當選墨爾本市议员，並成功於1996至1999年當選連任；1999年3月，以一票之差落败市长一职於墨爾本前任市長Peter Costigan。

## 市长生涯（2001年至2004年）
在2001年維多利亞州政府通過新法，使墨爾本市長一職从市議員選出改成民選。在首次举办的市长大選，蘇震西击败了許多在墨爾本具有高知名度的候选人。落败的后選人包括澳大利亚民主党建黨人以及澳大利亞政府前海军军事部长及前海關事务部长唐纳德·奇普（Don Chipp）；前吉朗市市長及当时任职的墨爾本副市長彼得·麦克麦論（Peter McMullin）；澳大利亞零售商会主席彼得·谢泼德（Peter Shepphard）。
蘇震西當選市長後，墨爾本多次獲選為全球最佳城市。为促进墨城旅游业的发展，蘇震西並和澳大利亞明星Livinia Nixon常在《介绍墨爾本》（That's Melbourne）的節目中出現。此外，他还推廣一系列旨在严厉打击犯罪的活动，兼任由警务廳長负责的犯罪预防委员会中的委员。
然而，蘇震西也曾受過抨擊，包括指責他英語帶有濃烈的地方口音。2002年蘇震西迴避了時正訪問墨爾本的达赖喇嘛，最後由吉朗市市長代為迎接达赖喇嘛。蘇震西也禁止了法轮功每年一度的遊行，但法轮功上诉至維多利亞州民间事务管理法庭，並獲得勝诉。評論家指出這事件能反映蘇震西和中華人民共和國政府的密切關係，以及蘇震西在政策上對中国政府的偏向。

## 市长生涯（2004年至2008年）

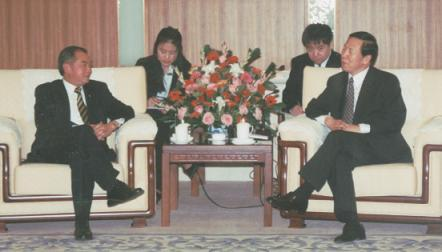
蘇震西（左）与时任中国人民银行行长戴相龙（右）

虽然蘇震西是一位相当受到欢迎的市長，但多數人並不在2004年的选举中看好他。这是因为在2001年的选举中，多數前期落败的候选人把支持他們的選票導向了蘇震西。但是2004年情况正好相反，情况變得有利於其他候選人，以致於最後蘇震西必须獲得三倍於原來的选票才能连任。儘管如此，蘇震西獲得了高於百分之四十的选票（第二名得票率百分之九）。蘇震西旗下競選市議委员会的候选人也获得墨爾本史上最多票數。

### 2006年英聯邦運動會
2006年英聯邦運動會於3月在墨爾本舉行，也是墨爾本10年舉辦過最大型的綜合運動會。在參與競賽的項目，隊伍與人數方面都超過1956年夏季奧林匹克運動會。运动会期间英国君主伊丽莎白二世以及澳大利亞總理約翰·霍華德到訪墨爾本，蘇震西由於政治歧見在多数場合都未公開露面。因此大多數墨爾本市民便印制了“蘇震西，我们的兄弟”（John So, he's our bro）的文化衫，以此唤起市民对蘇震西的重视。这也使蘇震西成为了墨爾本的文化偶像。在大英國協运动会闭幕式上，每当蘇震西的名字被提到，在场的數萬觀眾们即伴以雷鸣的掌声以至于主办單位不得不使用越来越多的擴音器来提高音量。

### 城市规划
任期間蘇震西推動了數多大型发展計劃。其中包括重建墨爾本最大的商業廣場－「墨爾本·中心」（Melbourne Central）；澳大利亞第一個六星級環保大樓－Council House 2；重新修复墨爾本的購物中心－Bourke Street Mall。蘇震西並從維多利亞州政府中取得了墨爾本濱海港區的管治及发展權，目的是建造南半球最大的海港區。

### 国际关系
蘇震西和墨爾本的友好城市天津市和大阪市關係密切，也常帶領澳大利亞知名人士探訪兩個城市。英聯邦運動會後，蘇震西並和德里市首席部長簽下友好条約，互相提供資源助相仿发展。這是繼2004年和米蘭市後蘇震西第二次簽下被高度重视的国际条約。

### 鳳凰衛視的影响世界华人大奖
2006年蘇震西獲得鳳凰衛視頒發的「世界因你而美麗——2006影响世界华人大奖”，表彰11位當年度在不同領域成就卓著、對世界具影響力並受全世界關注的傑出華人。其他10位獲獎人包括陶一之（美国莱斯大学生物化学与细胞科学系副教授）、张霞昌（芬兰Enfucell公司首席技术長）、杨振宁（物理学家）、刘醇逸（美国纽约州市议员）、刘翔（职业田径运动员）、丁俊晖（职业台球运动员）、李安（国际著名导演）、谭盾（华裔音乐家）、章子怡（国际影星），和陈易希（香港科技大学学生）。

### 獲選為世界市長
2006年蘇震西當選了世界市長，最後三強包括阿姆斯特丹市長 Job Cohen 及哈里斯堡市長 Stephen R. Reed。世界市長审判会（World Mayor）指出蘇震西勝出的理由包括他成功舉辦了2006年英聯邦運動會，但首要理由是因爲他是史上第一位能取得全國擁戴的城市領導者。當選後，蘇震西表示他非常感激市民。

## 家庭
蘇震西夫人，鄭明儀女士，出生於香港，70年代移民至澳大利亞。从2001年至2008年，並出任市长夫人及市长夫人会主席一職（Lady Mayoress' Committee）。
蘇震西有四名儿女。幺子苏匡平在2003年取得維多利亞州高考 (Victorian Certificate of Education) 最高分数，为21位状元之一。從墨爾本大學獲得法律及工商管理两名學位後，投身於法律及金融界，並曾经在德意志銀行、金杜律师事务所、澳盛銀行等出任法律及投资银行顾问。2012年，26岁的苏匡平参选墨尔本市府竞选，争取副市长一职。竞选搭档是前墨尔本副市长及苏富比澳大利亚主席Gary Singer。九个候选团队当中，二人获得第二高的选票，但最终落败于成功连任的墨尔本市长罗伯特·道尔。

## 榮譽
2006年加入全球市長氣候及環境組織委员会(World Mayors Council on Climate Change)。
2006年被選为世界市長 (World Mayor)。
2007年獲得維多利亞大學頒發的榮譽博士學位。
2010年被選为六位李光耀世界城市董事会委员之一(Lee Kuan Yew World City Council Prize Council)。
2012年被委任世界华人经济论坛的第一任主席(World Chinese Economic Forum, Global Business Council)。